# Cola de pescado

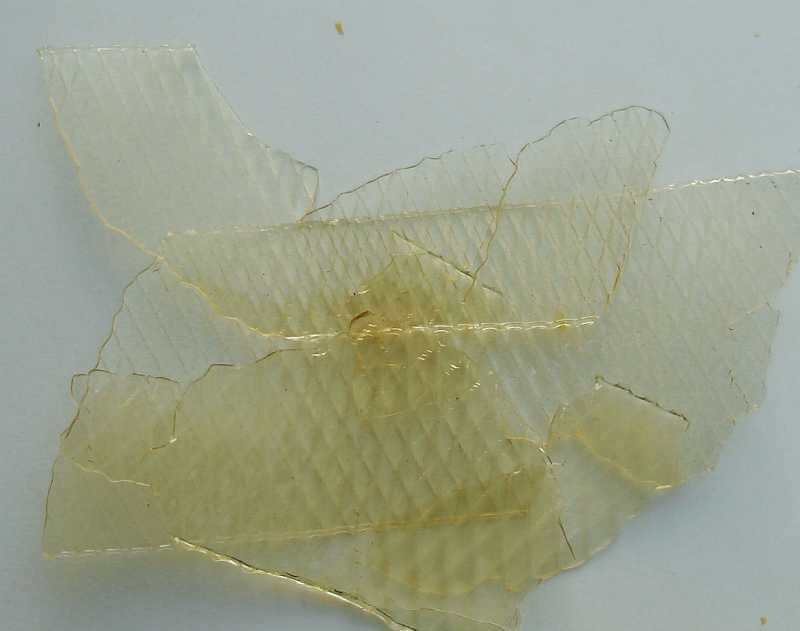
Cola de pescado.

La cola de pescado (también llamada colapez, colapiscis, colapí, colapiz) se obtiene de las vejigas natatorias de ciertos peces, como el bacalao, el salmón y muchos peces más. Es uno de los ingredientes principales en la elaboración de la gelatina. Se suele comercializar en formato de hojas transparentes y se utiliza generalmente para dar más consistencia a las gelatinas de carne o de frutas; pero también se emplea para otros preparados, pero siempre para consumirlos fríos. Se suele emplear también como adhesivo natural.

## Usos
En cocina se emplea la cola de pescado cuando se teme que la gelatina no resulte bastante consistente. Se aumentará la cantidad si el caldo es de escasa concentración, disminuyendo dicha cantidad y hasta suprimiéndola en los caldos muy concentrados. 
Este tipo de gelatinas se emplea como pegamento natural en la encuadernación de libros para pegar las tapas al lomo.
También se utiliza para clarificar el vino.

## Preparación
La cola de pescado se ha de poner a remojar en agua fría para cualquier preparado que se vaya a hacer con ella y con la suficiente antelación para que esté bien remojada cuando se vaya a añadir, y muy especialmente para la gelatina (de carne, ave, pescado o frutas), pues al no estar bien remojada corre peligro de enturbiar luego la gelatina por no haberse disuelto a tiempo; es decir, antes de iniciar la clarificación. La cola de pescado poco remojada se disuelve con mucha dificultad en un líquido caliente; sobre todo el borde de las hojas, por ser más espeso, tarda aún más en disolverse.